# Fünfecksatz
Der Fünfecksatz, englisch Pentagon theorem, ist ein Lehrsatz aus dem mathematischen Teilgebiet der euklidischen Geometrie. Er behandelt eine Eigenschaft gewisser Fünfecke im {\displaystyle 3}-dimensionalen euklidischen Raum.

## Formulierung des Satzes
Der Satz besagt folgendes:
Bilden fünf gleich lange Vektoren im {\displaystyle \mathbb {R} ^{3}} ein geschlossenes Fünfeck derart, dass die von diesen Vektoren eingeschlossenen Winkel ebenfalls gleich sind, so sind sie komplanar.
In Kurzform:
Ein räumliches Fünfeck mit lauter gleich großen Winkeln und Seiten ist notwendigerweise ein ebenes geometrisches Gebilde.